# Parepione lapidea
Parepione lapidea là một loài bướm đêm trong họ Geometridae.